# Kaple v Darkově
Kaple stojí v Lázeňské ulici u domu čp. 637 v Lázních Darkov v okrese Karviná. V roce 2006 byla prohlášena kulturní památkou České republiky.

## Popis
Klasicistní kaple je drobnou sakrální stavbou z první poloviny 19. století u hlavní komunikace vedoucí z Fryštátu do Darkova.
Kaple je volně stojící zděná omítaná stavba postavena na půdorysu obdélníku s půlkruhovým závěrem (rozměry 1,80 × 1,70 m). Střecha je sedlová nad závěrem má tvar půlkužele a je krytá kanadským šindelem. V průčelí je prolomen dveřní otvor s půlkruhovým záklenkem. Dřevěné dveře jsou prosklené, po obou stranách jsou pilastry s římsovými hlavicemi. Nad vchodem je profilovaná římsa, která odděluje trojúhelníkový štít ukončený křížkem. V obou okapových stěnách je prolomeno obdélné úzké okno (0,30 × 0,70 m). Vnitřní prostor je zaklenut konchou.
V interiéru kaple byly vzácné sošky z Kalwarie Zebrzydowske. V roce 1990 však byla vykradena a sošky se dodnes nenašly.